# Rio Mau (Penafiel)
Rio Mau ist eine Gemeinde (Freguesia) im portugiesischen Kreis Penafiel mit 1340 Einwohnern (Stand 19. April 2021).